# Joseph de Lorraine
Ne doit pas être confondu avec Anne-Marie-Joseph de Lorraine.
Joseph-Innocent-Emmanuel-Félicien-Constant de Lorraine est un prince de la Maison de Lorraine né le 20 octobre 1685 et mort le 25 août 1705. Quatrième fils du duc Charles V de Lorraine et d'Éléonore-Marie d'Autriche, il est le frère du duc Léopold Ier. 

## Biographie

### Les malheurs de l'«Illustre Maison de Lorraine»
Joseph de Lorraine est le fils du duc Charles V de Lorraine. Celui-ci s'est réfugié en Autriche en 1670 lorsque les duchés de Lorraine  et de Bar ont été occupés une nouvelle fois et de facto par les troupes du roi Louis XIV de France. S'étant mis au service de l'Empire, Charles V a surtout servi contre l'armée ottomane et a joué un rôle de premier plan lors du siège de Vienne en 1683 et de la conquête de la Hongrie qui a suivi. Il a contracté une union brillante avec la sœur de l'empereur et a été nommé par son beau-frère l'empereur Léopold Ier du Saint-Empire gouverneur du Tyrol.

### Une jeunesse héroïque
Joseph est donc né à Innsbruck la même année que son cousin, fils cadet de l'empereur et futur empereur Charles VI. Il porte d'ailleurs les prénoms de son autre cousin le futur empereur Joseph Ier. Le prince Joseph et ses frères sont élevés avec leur cousins impériaux dont ils deviennent les compagnons de jeu. Le second prénom du prince Joseph est un hommage au pape régnant Innocent XI. 
En 1690, le petit prince de 5 ans perd son père. La mort de Charles V de Lorraine est un deuil pour toute l'Europe qui salue un prince aussi noble et talentueux qu'infortuné. Sa mère, qui a supervisé avec soins l'éducation de ses fils et négocié avec intelligence le rétablissement de l'indépendance de leurs duchés, meurt en 1697 peu de temps avant que Léopold, l'aîné, retrouve les terres de ses ancêtres à la faveur du traité de Ryswick.  
Troisième fils survivant de la fratrie, un de ses frères aîné est mort au berceau en 1685, le prince Joseph est destiné à la carrière des armes et devient officier de l'armée Impériale. Fort de ses relations familiales mais aussi de ses talents militaires, le prince Joseph est bientôt général. La guerre ayant repris entre la France et l'Empire à l'occasion de la succession d'Espagne, le prince Joseph est envoyé sur le Front Italien. Il combat sous les ordres du prince Eugène de Savoie. Blessé le 16 août 1705 à la Bataille de Cassano, il meurt de ses blessures le 25 août. Il était âgé de 19 ans.
Il fut inhumé à Vienne et son cœur fut déposé à Nancy.